# Charles Vogel
Charles Vogel, né le 3 novembre 1878 à Bischwihr en Alsace dépendant alors de l'Empire allemand et mort le 13 avril 1958 à Montbeton, est un missionnaire des Missions étrangères de Paris, qui fut évêque en Chine.

## Biographie
Charles Vogel naît dans une famille pieuse; un de ses frères sera prêtre du diocèse de Strasbourg et plusieurs de ses cousins sont religieux. Il poursuit ses études au petit séminaire de Zillisheim et à Issy, 
puis entre aux Missions étrangères de Paris le 14 septembre 1897 où il est ordonné prêtre le 23 juin 1901. Il est destiné à la province de Canton dans le sud de la Chine et part le 24 juillet. Il apprend le cantonais à Canton et est envoyé enseigner au séminaire. Il apprend aussi le hakka afin d'évangéliser pendant sept ans ces populations dans le district de Laolong qu'il parcourt sans relâche à cheval. Il passe ensuite à Chaochow (Chaozhou aujourd'hui) en pays hoklo où il s'installe en 1910. Il souffre de dysenterie dont il aura des séquelles toute sa vie.
En 1915, il est nommé procureur de la mission qui se trouve désormais sous la juridiction du nouveau vicariat apostolique de Swatow (aujourd'hui diocèse de Shantou) et plus tard en plus curé de la petite cathédrale. Il fait construire une nouvelle mission, affronte un tremblement de terre en 1918 et un typhon en 1922, portant assistance à la population. Il assiste Mgr de Guébriant en tant que secrétaire dans sa tournée des missions de Chine en 1919. En 1932, une partie montagneuse du vicariat est occupée par des troupes communistes. En décembre 1934, il est nommé évêque titulaire de Parlais (de) et vicaire apostolique coadjuteur de Swatow (Shantou aujourd'hui). Il est sacré en l'église Notre-Dame-Auxiliatrice de Swatow par Mgr Adolphe Rayssac M.E.P. le 1er mai 1935, dont il prend la succession quelques mois plus tard. Il forme un clergé chinois selon la volonté urgente de  Pie XI. Il ouvre des écoles, se fait aider des ursulines canadiennes, met en place des associations de formation spirituelle et pratique pour les convertis.
En avril 1946, le vicariat apostolique est élevé au rang de diocèse et il en devient donc l'évêque ordinaire. Son diocèse compte 30 000 baptisés, 40 prêtres chinois et 19 missionnaires à la fin de son épiscopat. L'ensemble de la Chine tombe sous le pouvoir des communistes de Mao Tsé-Toung en octobre 1949 et le nouveau régime met deux ans à éradiquer toutes les œuvres catholiques et à démanteler la hiérarchie, ouvrant une période de persécution de plusieurs décennies.
Mgr Vogel est expulsé de Chine en 1952 et termine ses jours à la maison de retraite de Montbeton des Missions étrangères de Paris.